# Lucas Reyes
Lucas Reyes (Mendoza, Argentina, 13 de marzo de 2000) es un basquetbolista argentino que se desempeña como base en Club Israelita Macabi de Mendoza de la Superliga de Mendoza.

## Trayectoria

### Clubes
| Club              | País      | Año             |
| ----------------- | --------- | --------------- |
| Anzorena          | Argentina | 2014 - 2017     |
| Instituto         | Argentina | 2017 - 2021     |
| Hispano Americano | Argentina | 2021 - 2023     |
| Atenas            | Argentina | 2023 - 2024     |
| Pergamino Básquet | Argentina | 2024 - Presente |

## Selección nacional
Reyes actuó con el seleccionado de Argentina Sub-18 en el Campeonato FIBA Américas Sub-18 de 2018 y en el torneo de baloncesto masculino de los XI Juegos ODESUR. Al año siguiente, ya en la siguiente categoría etaria, el jugador formó parte del equipo argentino que participó del Campeonato Mundial de Baloncesto Sub-19 de 2019. 